# Catarina de Bragança
Catarina Henriqueta (Vila Viçosa, 25 de novembro de 1638 – Lisboa, 31 de dezembro de 1705) foi a esposa do rei Carlos II e Rainha Consorte da Inglaterra, Escócia e Irlanda de 1662 até 1685. Era filha de D. João IV, primeiro rei da Casa de Bragança em Portugal, e de sua esposa Luísa de Gusmão.
Catarina não foi uma rainha popular na Inglaterra por ser católica, o que a impediu de ser coroada. Ela era um objeto especial de ataque pelos inventores da Trama Papista. Sem posteridade, deixou à Inglaterra a geleia de laranja, o hábito de beber chá, além de lá ter introduzido o uso dos talheres e do tabaco. Sua posição era difícil, teve três abortos e não produziu herdeiros. Seu marido Carlos continuava a ter filhos de suas amantes, mas insistia em que ela fosse tratada com respeito e recusou divorciar-se. Chegou mesmo a ser acusada de maquinar a morte do marido por sugestão do pontífice e outros príncipes católicos.
Enviuvando em 16 de fevereiro de 1685, Catarina permaneceu em Inglaterra durante o reinado do cunhado Jaime II e regressou a Portugal no reinado conjunto de Guilherme III e Maria II, depois da Revolução Gloriosa, instalando-se no Palácio da Bemposta. Em Portugal, ela se tornou regente do reino por impedimento do seu irmão doente, o rei D. Pedro II. Ela morreu em 1705, aos 67 anos.

## Início de vida

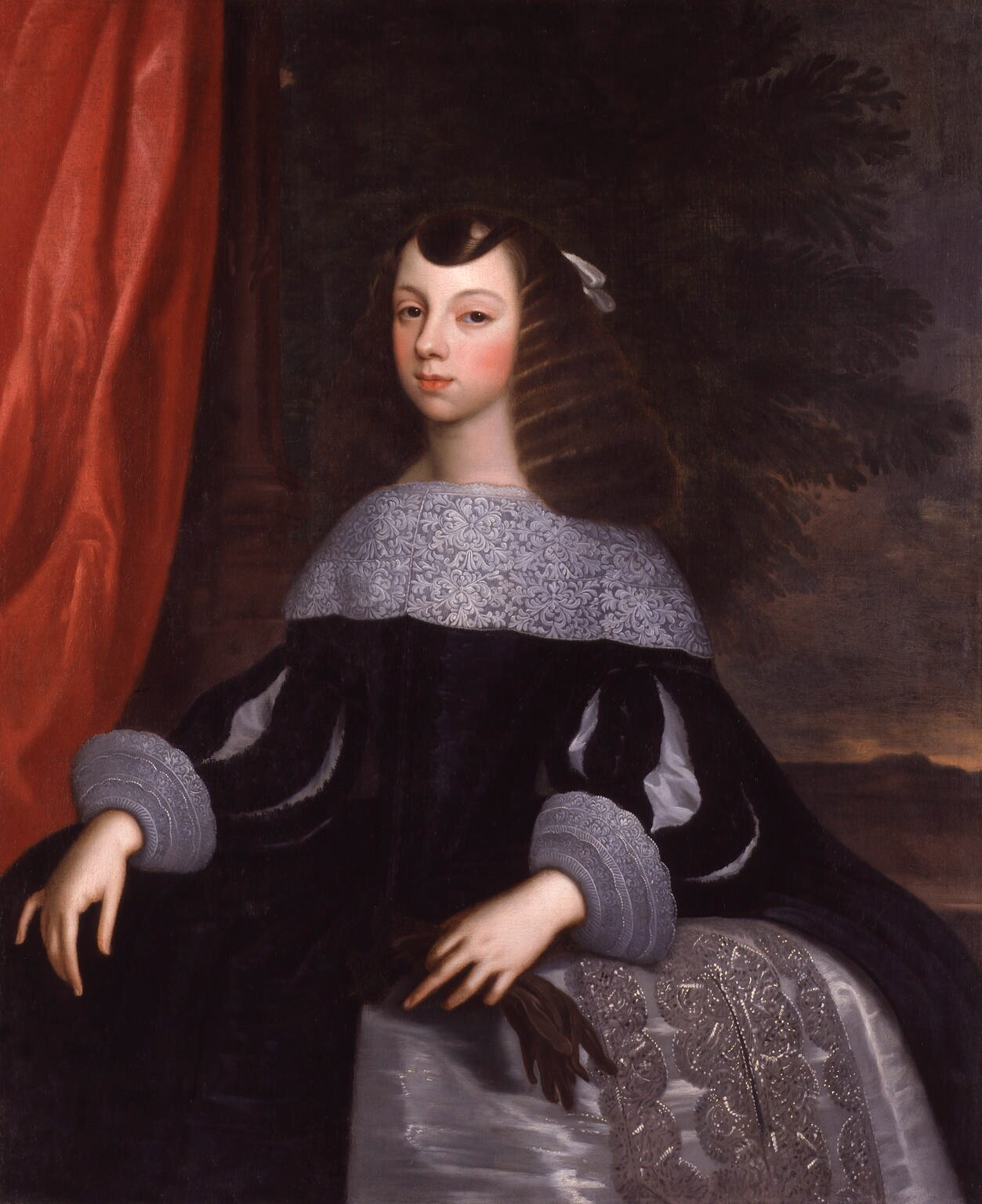
Retrato de Catarina em traje da época típico da Corte portuguesa c. 1660, atribuído a Dirk Stoop. A escolha das roupas e penteado e a preferência por cores escuras, característica das Cortes ibéricas, fez com que o futuro marido da infanta, o rei Carlos II da Inglaterra, supostamente a comparasse a um morcego.

Nascida no Paço Ducal de Vila Viçosa, Catarina Henriqueta era a segunda filha sobrevivente de João, 8.º Duque de Bragança e de sua esposa Luísa de Gusmão. Após a Guerra da Restauração Portuguesa, seu pai foi aclamado rei D. João IV de Portugal, em 1 de dezembro de 1640. A irmã mais velha de Catarina, Joana, Princesa da Beira, morreu em 1653, deixando Catarina como a filha mais velha sobrevivente de seus pais. A nova posição de seu pai, como o monarca de um amplo império colonial, fez de Catarina uma das princesas em idade casamenteira mais cobiçadas da Europa, tendo sido cortejada por diversos nobres e monarcas do período, como João da Áustria, filho natural de Filipe IV da Espanha, Francisco de Bourbon, Duque de Beaufort, neto de Henrique IV da França, Luís XIV da França e Carlos II da Inglaterra. Apesar da luta contínua de seu país contra a Espanha, Catarina desfrutou de uma infância feliz na sua amada Lisboa.
Comumente considerada o poder por trás do trono, a rainha Luísa de Gusmão também era uma mãe devotada que se interessava ativamente pela educação de seus filhos e supervisionava pessoalmente a educação de sua filha. Acredita-se que Catarina passou a maior parte de sua juventude em um convento perto do palácio real, onde permaneceu sob o olhar atento de sua mãe protetora.  Seu marido foi escolhido por Luísa de Gusmão, que atuou como regente de seu país após a morte de seu marido em 1656. A escolha final por Carlos II da Inglaterra como marido para Catarina deveu-se ao fato de ela ser vista como um canal útil para a contratação de uma aliança entre Portugal e a Inglaterra após o Tratado dos Pireneus de 1659, no qual Portugal foi indiscutivelmente ignorado pela França.

## Casamento
As negociações de um casamento Anglo-Português tiveram início durante o reinado do rei Carlos I e foram renovadas imediatamente após a Restauração. Em 23 de junho de 1661, apesar da oposição espanhola, o contrato matrimonial foi formalmente assinado, em Londres sob a negociação de Francisco de Melo e Torres. A Inglaterra assegurou o controle de Tânger, no Norte da África, e das Sete Ilhas de Bombaim, na Índia, além de privilégios comerciais no Brasil e nas Índias Orientais Portuguesas, liberdade religiosa e comercial para os súditos ingleses em Portugal, bem como a quantia de dois milhões de coroas portuguesas (aproximadamente £ 300.000). Em contrapartida, Portugal obteve apoio militar e naval inglês, o qual se revelaria decisivo em sua luta contra a Espanha, além de assegurar a liberdade de culto para Catarina.

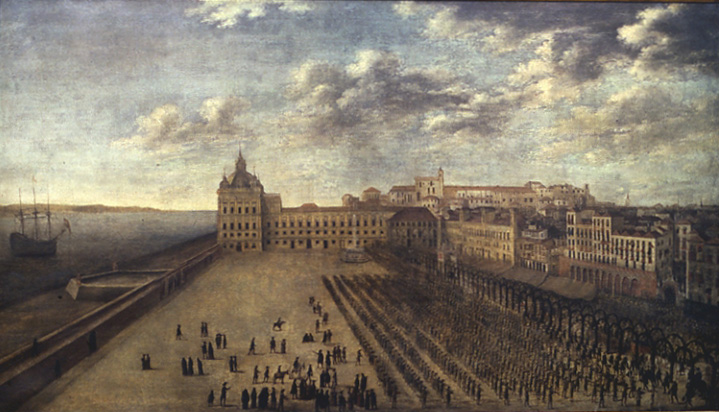
Cortejo Real no Terreiro do Paço, 23 de abril de 1662.

Em 23 de abril de 1662, recebeu-se em Lisboa a notícia da realização do contrato de casamento entre o rei inglês e a infanta portuguesa, aprovado pelo Conselho de Estado. Seguiu-se um contrato de paz, com artigos muito curiosos, publicado no Gabinete histórico, de Frei Cláudio da Conceição, tomo V. Pouco depois, chegou a armada inglesa, que devia conduzir a seu bordo a nova rainha. O general comandante era Eduardo de Montaigne, Conde de Sandwich, revestido com o caráter de embaixador extraordinário. Antes de embarcar todos se dirigiram à Sé, onde se celebrou missa solene e Te-Deum. Houve salvas da artilharia, repiques de sinos, pomposos ornatos nas ruas por onde passava o cortejo, o som das trombetas, charamela e outros instrumentos, tudo contribuía para abrilhantar a festa dos desposórios reais. Finalmente, a nova rainha entrou no bergantim real, adornado com magnificência, e navegou para bordo da nau capitania Grão-Carlos. Acompanharam as damas D. Elvira de Vilhena, Condessa de Pontével, e D. Maria Drago de Portugal, Condessa de Penalva.

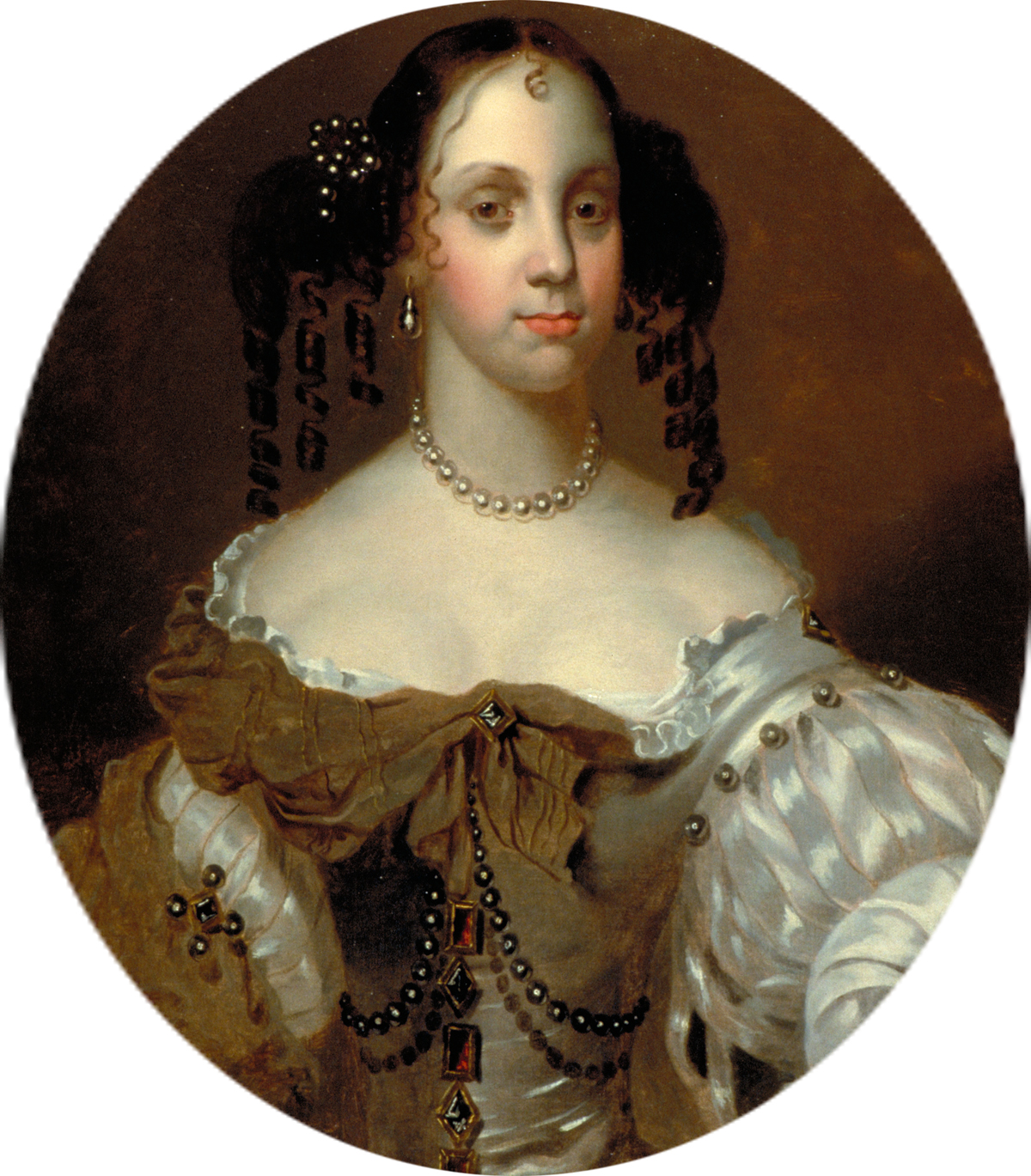
Catarina, por Jacob Huysmans.

Catarina chegou a Portsmouth na noite de 13 para 14 de maio de 1662, mas não foi recebida por Carlos até o dia 20 de maio. Existem dois relatos aparentemente contraditórios sobre a impressão causada em Carlos quando ele viu sua nova esposa pela primeira vez. Em uma carta ao seu principal conselheiro, Eduardo Hyde, 1.º Conde de Clarendon, o rei se mostrou satisfeito com ela. Ele admitiu que ela não era nenhuma beldade, mas seu semblante, conversa e voz eram agradáveis, além de uma inteligência suficiente. “Você ficaria surpreso ao ver o quão bem nos conhecemos. Em uma palavra, eu me considero muito feliz, e estou confiante de que nos daremos muito bem”, escreveu Carlos a Hyde. Por outro lado, Carlos também é creditado por ter dito, em particular, a um de seus companheiros, ao deixar a presença de sua noiva, que "lhe haviam enviado um morcego em vez de uma mulher." No entanto, a historiadora Antonia Fraser considera "improvável" que Carlos tenha feito tal observação, afirmando que “uma afirmação tão pouco cavalheiresca estaria completamente fora de seu caráter.” Na verdade, essa história maliciosa revela como Catarina provavelmente foi percebida pelos ingleses: pequena, morena e, acima de tudo, extremamente estrangeira. Pouco se sabe sobre os pensamentos de Catarina sobre a união. Enquanto sua mãe conspirava para garantir uma aliança com a Inglaterra e, assim, apoiar a luta de Portugal pela independência, e seu futuro marido celebrava sua restauração flertando com suas amantes, o tempo de Catarina foi gasto na reclusão sombria de sua casa no convento, com pouca oportunidade para diversão ou frivolidade.
No dia seguinte ao desembarque em Portsmouth, em 21 de maio de 1662, o casal finalmente se casou, em duas cerimônias – uma católica romana realizada em segredo, seguida de um serviço anglicano público. Em ambiente hostil ao catolicismo, Catarina manteve a sua fé e conseguiu que o seu marido abjurasse do anglicanismo numa cerimónia particular. No gabinete histórico, já citado, à pág. 160, vem a descrição do real consórcio, mas parece ter havido engano nas datas, pois a cerimónia se realizou a 22, segundo artigo publicado no Daily News que o Diário de Notícias transcreveu. Nele se diz que na última viagem a Inglaterra o rei Dom Carlos I mostrou desejos de ver os registos da igreja de São Tomás, de Portsmouth, onde está o assentamento do enlace — na igreja de Domus Dei, local onde hoje está a Garrison Church. Houve alteração no programa da viagem, e el-rei teve de partir para Londres antes do dia destinado à sua visita na paróquia de S. Tomás.
| «O nosso augusto Soberano Lorde Carlos II, pela Graça de Deus, rei da Grã-Bretanha, França e Irlanda, Defensor da Fé e a Ilustríssima Princesa D. Catarina, Infanta de Portugal, filha do falecido D. João IV, e irmã de D. Afonso, presente rei de Portugal, foram casados em Portsmouth na quinta feira, vigésimo segundo dia de Maio, do ano do N. Sr. de 1662, 14.º do reinado de SM, pelo R. R. F. in G. Gilbert, Bispo Lorde de Londres, Deão da Real Capela de Sua Majestade na presença de grande parte da nobreza dos domínios de Sua Majestade e da de Portugal.» Cópia da certidão de casamento de Catarina e Carlos II, na Igreja de St Tomás, em Portsmouth |

Finalmente, em 2 de setembro de 1662, o casal entrou em Londres pelo Tâmisa como parte de uma grande procissão, que incluía a delegação portuguesa e muitos membros da Corte. Havia também menestréis e músicos, entre eles dez tocando charamelas e doze tocando gaitas de fole portuguesas, sendo esses os instrumentos favoritos da nova rainha.[carece de fontes?] A procissão continuou por uma grande ponte, especialmente projetada e construída para a ocasião, que levava a Somerset House onde a mãe de Carlos, a rainha Henriqueta Maria, esperava o casal junto com a Corte e a nobreza inglesas. Seguiram-se banquetes e exibições de fogos de artifício.
Catarina possuía várias qualidades, mas fora criada em um convento, isolada do mundo, e dificilmente seria uma esposa que Carlos escolheria para si. Sua sogra, a rainha Henriqueta Maria, ficou bastante satisfeita com ela e escreveu que Catarina era "a melhor criatura do mundo, de quem tenho tanto carinho, tenho a alegria de ver o Rei amá-la extremamente. Ela é uma Santa!" No entanto, seu casamento foi atormentado por infidelidades por parte de Carlos.

## Rainha
Catarina não foi uma rainha popular na Inglaterra por ser católica, o que a impediu de ser coroada. Sem posteridade, deixou à Inglaterra a geleia de laranja, o hábito de beber chá, além de lá ter introduzido o uso da faca, a marmelada e o tabaco. Antes de Catarina de Bragança, a aristocracia britânica comia com os dedos, o que chocou-a. A faca foi usada para cortar a comida de pedaços grandinhos de comida enquanto a colher servia para molhos ou pudins. A sua responsabilidade pela introdução do chá é disputada já que no ano de 1657, Thomas Garraway o vendia na sua loja de café em Londres na Exchange Alley. Isto aconteceu num período em que a East India Company estava a vender abaixo dos preços dos Holandeses e o anunciava como uma panaceia para a apoplexia, catarro, cólica, tuberculose, tonturas, epilepsia, pedra, letargia, enxaquecas, parálise e vertigem. O hábito de beber chá já existiria, Catarina apenas o transformou na "instituição" que hoje conhecemos por "five o'clock tea".

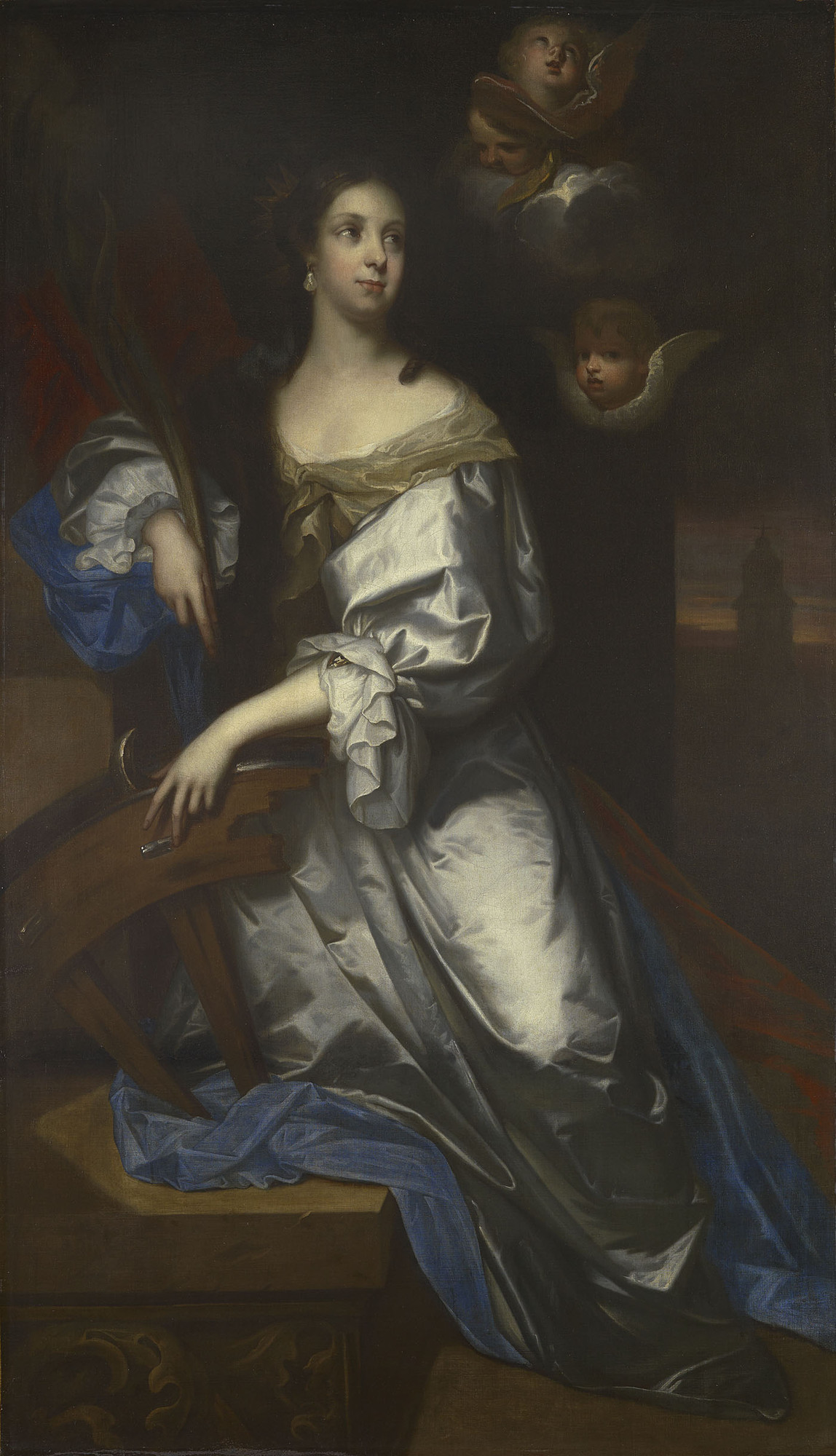
Catarina como Santa Catarina de Alexandria. Os três querubins no cantor superior direito representam os três abortos que a rainha teve.

Embora suas dificuldades com a língua inglesa persistissem, com o passar do tempo, a outrora rigidamente formal infanta portuguesa se acalmou e começou a desfrutar de alguns dos prazeres mais inocentes da Corte. Ela adorava jogar cartas e chocava os protestantes devotos ao jogar aos domingos. Ela gostava de dançar e tinha grande prazer em organizar bailes de máscaras. Ela tinha um grande amor pelo campo e piqueniques; pesca e arco e flecha também eram passatempos favoritos. Em 1670, em uma viagem a Casa Audley End com suas damas de companhia, a outrora cronicamente tímida Catarina compareceu a uma feira rural disfarçada de donzela da aldeia, mas logo foi descoberta e, devido às grandes multidões, forçada a fazer uma retirada apressada. E quando em 1664 seu pintor favorito, Jacob Huysmans, um católico flamengo, a pintou como Santa Catarina de Alexandria, isso imediatamente criou uma tendência entre as damas da Corte.
Ela não se envolveu na política inglesa, em vez disso, manteve um interesse ativo em seu país natal. Ansiosa para restabelecer boas relações com o papa e talvez ganhar reconhecimento pela independência portuguesa, ela enviou Richard Bellings, mais tarde seu secretário principal, a Roma com cartas para o papa e vários cardeais. Em 1669, ela se envolveu no último esforço para aliviar Candia em Creta, que estava sob cerco do Império Otomano e cuja causa Roma estava promovendo, embora ela não tenha conseguido persuadir seu marido a tomar qualquer atitude. Em 1670, como um sinal de seu crescente favor com o então novo Papa Clemente X, ela solicitou e recebeu objetos devocionais. No mesmo ano, Carlos II ordenou a construção de um iate real HMY Saudadoes para ela, usado para viagens de lazer no rio Tâmisa e para manter comunicações com a terra natal da rainha, Portugal, fazendo a viagem duas vezes.
Em Londres, estavam reservados grandes desgostos à rainha porque Catarina reconheceu em seu marido carácter muito diferente do que lhe afirmaram. Julgava-o um homem sério e virtuoso, mas era, ao contrário, libidinoso.  Em solteiro se entregara sempre a uma vida de libertinagem dissoluta, continuou da mesma forma, casado, sem se coibir, dando nenhuma importância à mulher, chegando ao ponto de nomear para dama da rainha sua amante, Barbara Palmer, que depois elevou a Duquesa de Cleveland. O procedimento deu origem a graves discórdias, de que resultou o rei nunca mais procurar sua mulher nem sequer a cumprimentar quando se encontravam. D. Catarina, fazendo esforço, pretendeu ainda chamá-lo a si, tratando benevolamente a favorita, mas nem assim lhe mereceu consideração. Deseludida, Catarina declarou que retornaria a Portugal em vez de aceitar abertamente o caso de Carlos com Palmer. O Conde de Clarendon tentou persuadi-la a mudar de ideia, mas não nada pareceu surgir efeito. Então, Carlos dispensou quase todos os membros da comitiva portuguesa de Catarina, após o que ela parou de resistir ativamente, o que agradou ao rei. No entanto, desde o caso Palmer, Catarina passou a participar cada vez menos da vida e das atividades da Corte. Na Biblioteca da Ajuda, nas colecções dos manuscritos, há sua correspondência com seu irmão D. Afonso VI de Portugal e sua mãe Luísa de Gusmão.

## Catolicismo

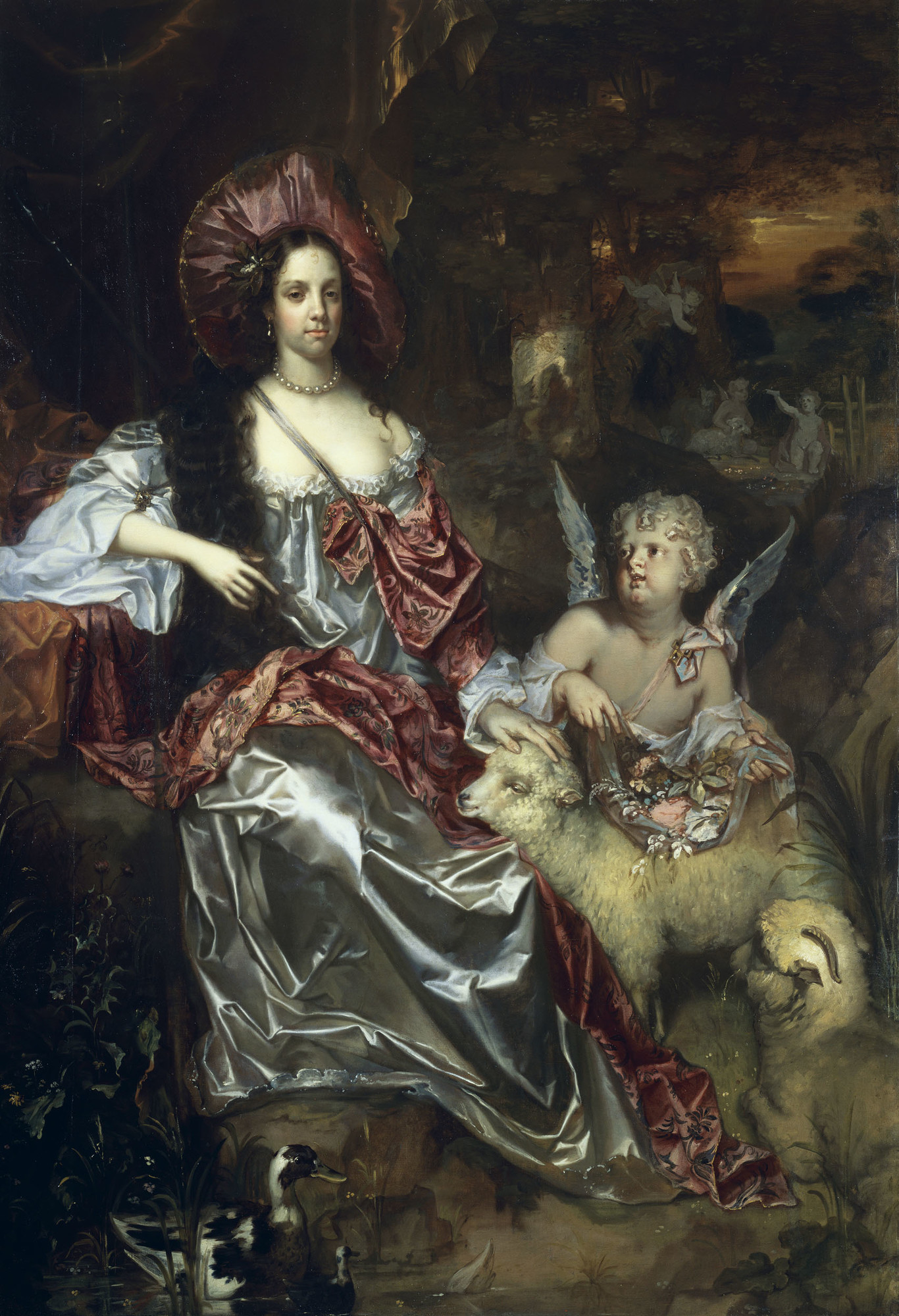
Catarina como uma pastora, por Jacob Huysmans.

Embora conhecida por manter sua fé como um assunto privado, a religião de Catarina e proximidade com o rei fizeram dela um alvo do sentimento anticatólico na Inglaterra. Seu séquito continha entre quatro e seis padres e, em 1665, Catarina decidiu construir uma casa religiosa a leste do Palácio de St. James para ser ocupada por treze franciscanos portugueses da Ordem de São Pedro de Alcântara. O projeto foi concluído em 1667 e se tornaria conhecido como The Friary (O Convento).
Em 1675, o estresse de uma possível retomada do projeto de divórcio levou Catarina indiretamente a outra doença, que os médicos da Corte alegaram ser "devido tanto a causas mentais quanto físicas". No mesmo ano, todos os padres católicos irlandeses e ingleses foram obrigados a deixar o país, o que deixou Catarina dependente de padres estrangeiros. À medida que medidas cada vez mais duras eram colocadas em prática contra os católicos, Catarina nomeou seu amigo próximo e conselheiro, o devoto católico Francisco de Melo e Torres, ex-embaixador português na Inglaterra, como seu Lorde Camareiro. Foi um movimento incomum e controverso, mas desejando agradar Catarina e talvez demonstrar a futilidade dos movimentos de divórcio, o rei concedeu sua permissão. De Melo foi demitido no ano seguinte por ordenar a impressão de um livro católico, deixando a sitiada Catarina ainda mais isolada na Corte.

### Trama Papista
O Ato de Prova de 1673 afastou todos os católicos dos cargos públicos, e os sentimentos anticatólicos se intensificaram nos anos seguintes. Embora não fosse ativa na política religiosa, em 1675 Catarina foi criticada por supostamente apoiar a ideia de nomear um bispo para a Inglaterra que, esperava-se, resolveria as disputas internas dos católicos. Os críticos também notaram o fato de que, apesar das ordens em contrário, os católicos ingleses frequentavam sua capela particular.
Como a católica de mais alta patente no país, Catarina era um alvo óbvio para extremistas protestantes, e não era de se surpreender que a Trama Papista de 1678 ameaçasse diretamente sua posição. Em 1678, um eclesiástico anglicano corrupto, de nome Titus Oates, anunciou que tinha descoberto uma conspiração, que supostamente envolvia Catarina, que pretendia assassinar ao rei Carlos II e substituí-lo por seu irmão de convertido ao catolicismo. No entanto, Catarina estava completamente segura no favor de seu marido; "ela nunca poderia fazer nada perverso, e seria uma coisa horrível abandoná-la", confidenciou Carlos II a Gilbert Burnet, e a Câmara dos Lordes, a maioria dos quais a conhecia e gostava dela, recusou-se por uma maioria esmagadora a destituí-la. As relações entre o casal real tornaram-se notavelmente mais calorosas: Catarina escreveu sobre a "maravilhosa gentileza" de Carlos para com ela e foi notado que suas visitas aos seus aposentos se tornaram mais longas e frequentes.

## Morte de Carlos e retorno a Portugal

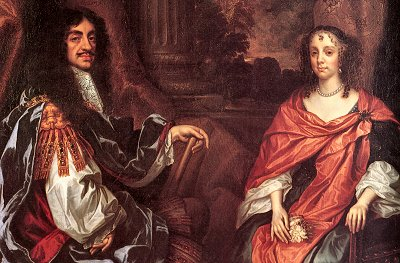
Carlos e Catarina, atribuído a Sir Peter Lely.

Durante a doença final de Carlos em 1685, ela demonstrou ansiedade sobre sua reconciliação com a fé católica romana, e demonstrou grande pesar com sua morte. Quando ele estava morrendo em 1685, ele perguntou por Catarina, mas ela enviou uma mensagem pedindo que sua presença fosse desculpada e "implorasse seu perdão se ela o havia ofendido durante toda a sua vida". Ele respondeu: "Ai, pobre mulher! Ela pede meu perdão? Eu imploro o dela de todo o meu coração; retire essa resposta dela." Mais tarde no mesmo ano, ela intercedeu sem sucesso com Jaime II pela vida de Jaime Scott, 1.º Duque de Monmouth, filho natural de Carlos e líder da Rebelião de Monmouth - embora Monmouth em rebelião tivesse apelado ao apoio representado pelos protestantes ferrenhos que se opunham à Igreja Católica.
Enviuvando em 16 de fevereiro de 1685, Catarina permaneceu na Inglaterra, , vivendo em Somerset House, durante o reinado do cunhado Jaime II e regressou a Portugal no reinado conjunto de Guilherme III e Maria II, depois da Revolução Gloriosa, instalando-se no Palácio da Bemposta.

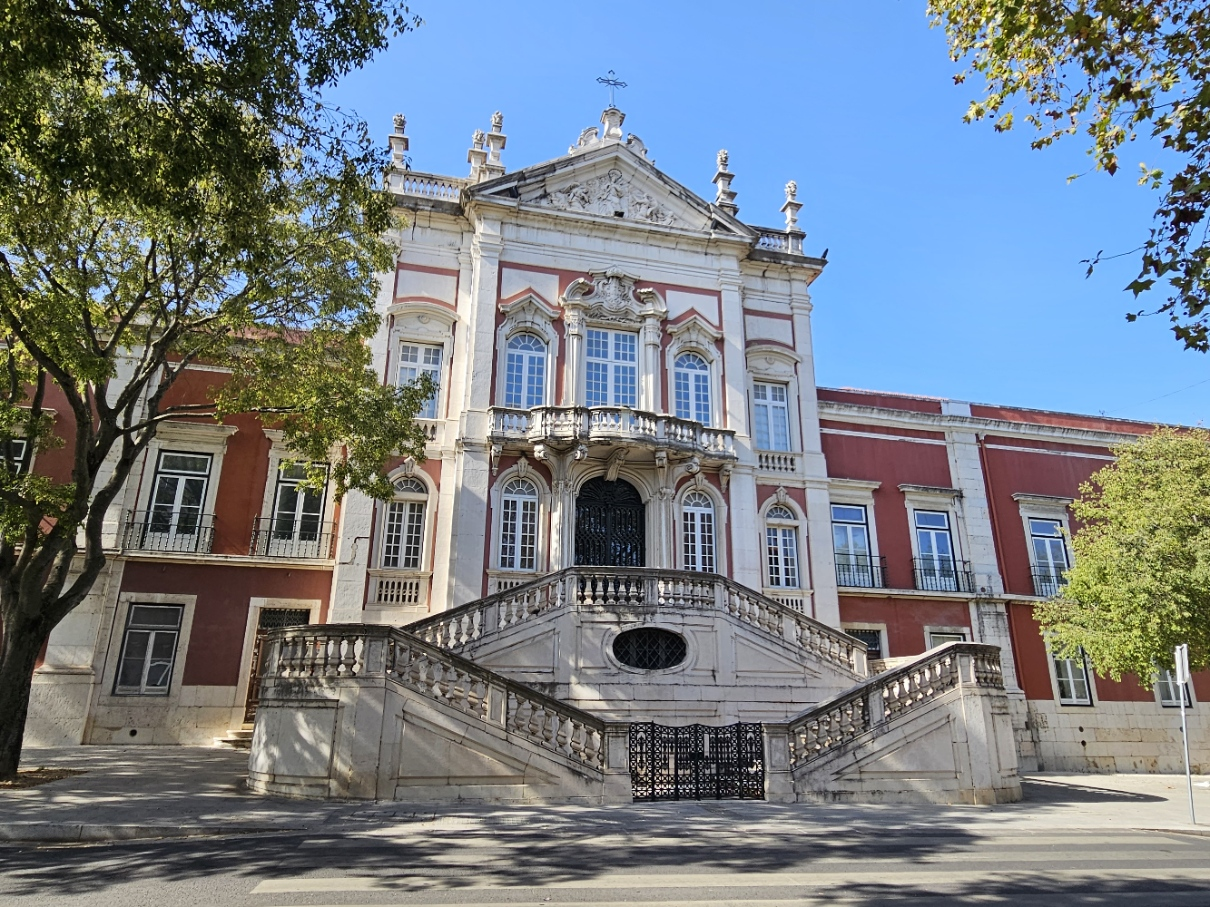
O Palácio da Bemposta, também conhecido como Paço da Rainha, residência final de Catarina.

Embarcou para Lisboa em 29 de março de 1692 e percorreu França e Espanha, entrando pela província da Beira. Entrou em Lisboa em 20 de janeiro de 1693, recebida entre aclamações do povo, indo D. Pedro II esperá-la ao Lumiar, e conduzi-la ao palácio de Alcântara. Mudou a residência para o palácio do conde de Redondo, a Santa Marta; mais tarde ainda foi morar para o palácio dos condes de Soure à Penha de França, e fixou definitiva residência em Belém, no palácio do conde de Aveiras, hoje, paço Real de Belém, pela compra que dele fez D. João V aos fidalgos. Como desejava ter casa sua, resolveu-se a construí-la. O Campo da Bemposta era pouco povoado, tinha terrenos espaçosos, ar saudável e grandes pontos de vista. Os terrenos para o palácio e para a quinta foram comprados a diversos proprietários. No paço recebeu a rainha viúva a visita de dom Carlos, Duque de Áustria, em 1701. Ali tratava todos os negócios do Estado nas duas vezes em que foi regente do reino; a primeira quando em maio de 1704 D. Pedro II partiu para a Beira, à frente do exército, com o arquiduque de Áustria e das tropas aliadas, para dar começo à guerra da sucessão de Espanha. A segunda, algumas semanas em 1705, por motivo de el-rei ter adoecido gravemente. Legou todos os bens ao rei seu irmão. Na História Genealógica, tomo IV, encontram-se quatro medalhas dedicadas a D. Catarina, reproduzidas na Memória de Lopes Fernandes.
De acordo com Louis de Rouvroy, Duque de Saint-Simon, durante sua viuvez ela se casou secretamente com seu parente Louis de Duras, 2.º Conde de Feversham, apesar do conde ser um protestante de longa data.

### Regência
Em Portugal, Catarina ainda esteve envolvida nos negócios do reino, tendo assumido a regência por duas vezes,, primeiro em 1701 e depois a partir de 1704 até 1705, por impedimento do seu irmão doente, o rei D. Pedro II.

## Morte
Morreu em Lisboa em 31 de dezembro de 1705 no palácio do Campo Real ou Bemposta. Enterrada no real convento de Belém ou Igreja dos Jerónimos, o seu corpo foi depois trasladado para o panteão dos Braganças em São Vicente de Fora.

## Legado
Seu dote trouxe as cidades de Bombaim e Tânger para o domínio britânico, pois Portugal, em busca de apoios contra Filipe IV da Espanha na Guerra da Restauração, a isso se comprometera pelo tratado de paz e aliança assinado em 3 de junho de 1661: obrigava-se o país a pagar dois milhões de cruzados pelo dote da infanta, e transferia para a Inglaterra a posse de Tânger, e do porto e ilha de Bombaim. Além disso, os mercadores ingleses podiam habitar quaisquer praças do reino e gozavam de idênticos privilégios no Rio de Janeiro, na Bahia e em Pernambuco. No caso de os Portugueses recuperarem dos Holandeses a ilha do Ceilão, obrigavam-se a repartir com os Ingleses o trato da canela. 
Catarina é frequentemente creditada por popularizar o consumo de chá na Grã-Bretanha.
Queens, um distrito da cidade de Nova Iorque, foi supostamente nomeado em homenagem a Catarina de Bragança, já que ela era rainha quando o Condado de Queens foi estabelecido em 1683. A nomeação de Queens é consistente com a do Condado de Kings (o distrito de Brooklyn, originalmente nomeado em homenagem a seu marido, o rei Carlos II) e do Condado de Richmond (o distrito de Staten Island, nomeado em homenagem a seu filho ilegítimo, o 1.º Duque de Richmond ). No entanto, não há evidências históricas de que o Condado de Queens tenha sido nomeado em sua homenagem, nem há um documento da época que o proclame assim. Algumas histórias escritas de Queens ignoram completamente a monarca e não fazem menção a ela.

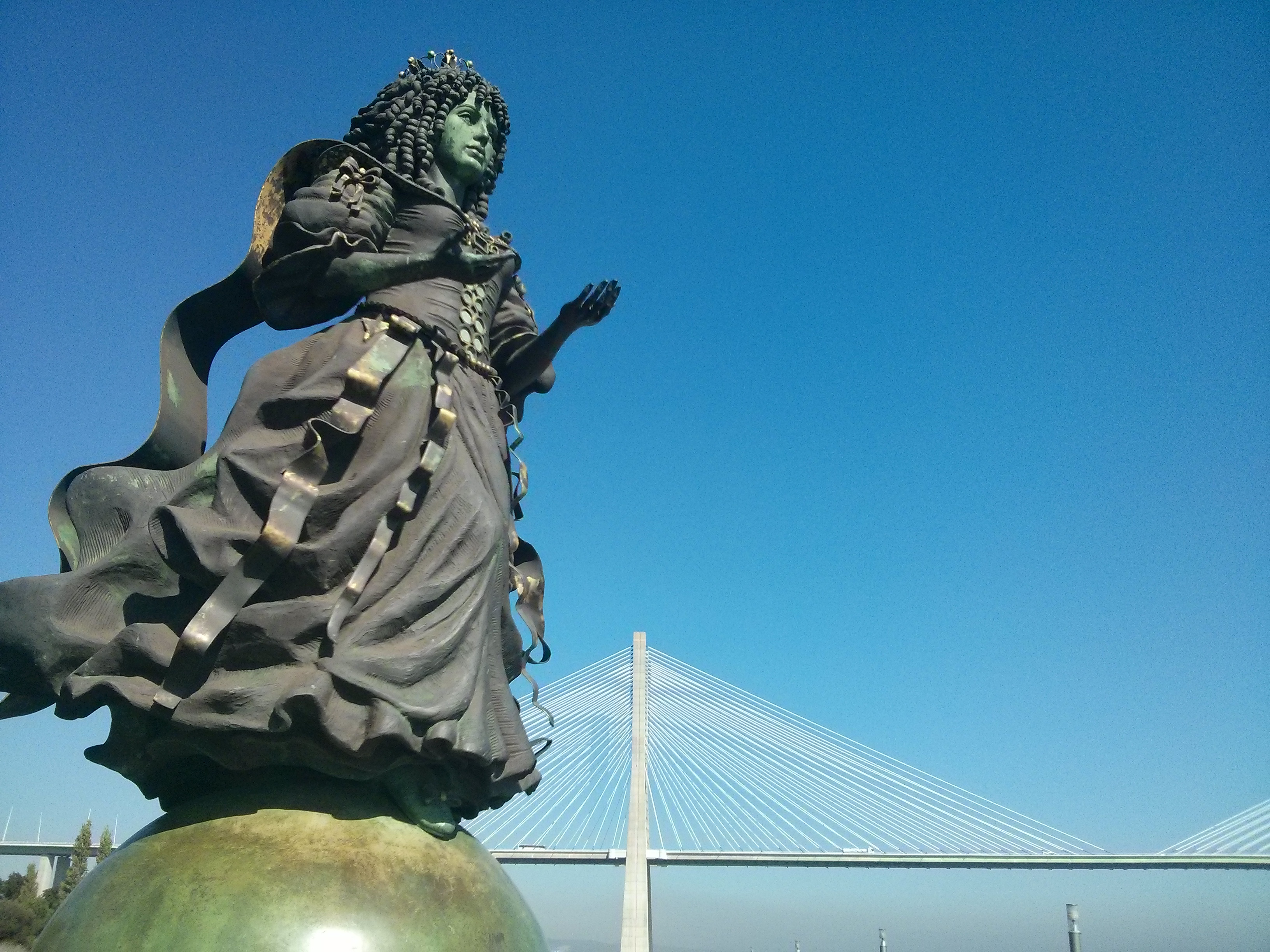
Estátua de bronze de Catarina, instalada em 1998 no nordeste de Lisboa.

Após o tricentenário do estabelecimento do Condado de Queens em 1983, a sociedade luso-americana Friends of Queen Catherine começou a arrecadar dinheiro para erguer uma estátua de 35 pés da Rainha Catarina na orla do rio East em Long Island City. Audrey Flack foi contratada pela sociedade para servir como escultora da estátua proposta, e o projeto recebeu apoio de várias figuras públicas notáveis na cidade de Nova Iorque, incluindo Claire Shulman e Donald Trump. No entanto, o projeto estava bem em desenvolvimento quando a oposição à estátua surgiu de várias partes; historiadores se opuseram à estátua alegando que não havia evidências de que Queens realmente recebeu o nome dela e pensaram que a localização da estátua proposta estava equivocada. Enquanto isso, a Igreja Batista Missionária Afro-Americana de Bethesda se opôs aos planos para a estátua após alegações de que a rainha Catarina e a Casa de Bragança lucraram com o tráfico de escravos, enquanto os irlandeses-americanos do Queens ficaram chateados que a estátua proposta eclipsaria o Cemitério do Calvário, que havia sido estabelecido para a comunidade de imigrantes irlandeses nos Estados Unidos. Como resultado desta oposição pública, Shulman foi forçada a retirar o seu apoio, e a estátua nunca foi erguida.
Catherine Street, antigamente Brydges Street, no centro de Londres, recebeu seu nome em homenagem a Catarina.
No telefilme britânico da BBC de 2003, Charles II: The Power and the Passion (Carlos II: O Poder e a Paixão), Catarina foi interpretada pela atriz escocesa Shirley Henderson.

## Informações de arquivo
Documentos sobre o casamento de Catarina com o rei Carlos II de Inglaterra encontram-se guardados no Arquivo Nacional da Torre do Tombo, em Lisboa.

## Títulos, estilos e brasão

### Títulos e estilos
- 25 de novembro de 1638 — 1 de dezembro de 1640: "Sua Senhoria, Dona Catarina de Bragança"
- 1 de dezembro de 1640 — 17 de novembro de 1653: "Sua Alteza, a Infanta Catarina de Portugal"
- 17 de novembro de 1653 — 23 de abril de 1662: "Sua Alteza Real, a Princesa da Beira"
- 23 de abril de 1662 — 6 de fevereiro de 1685: "Sua Majestade, a Rainha"
- 6 de fevereiro de 1685 — 31 de dezembro de 1705: "Sua Majestade, a Rainha Catarina"

### Brasão
| Brasão de Catarina como Rainha |